# Betakeling

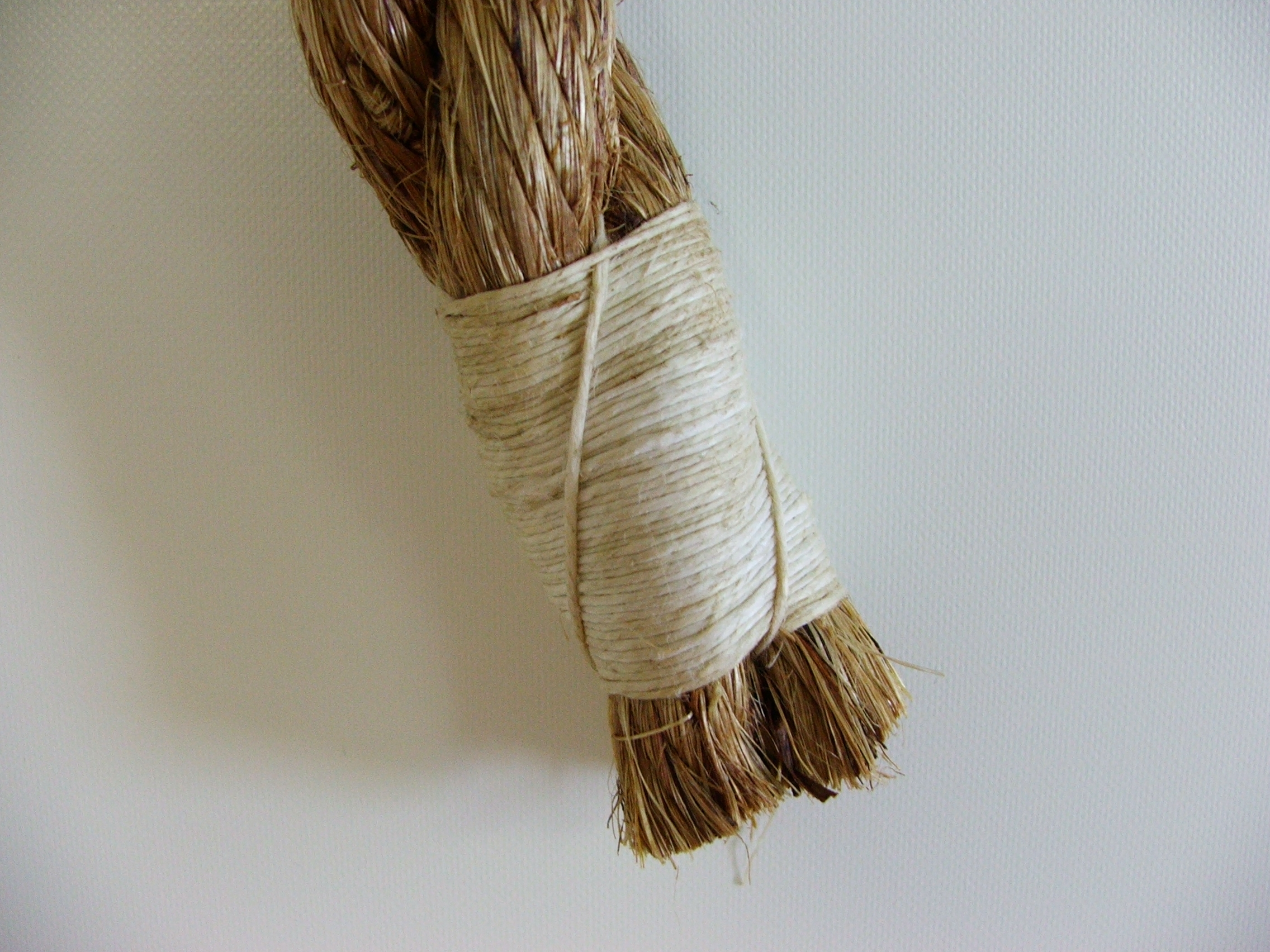
Een zeilmakerstakeling op manillatouw

Een betakeling is een methode om het uitrafelen van de einden van een touw of lijn te voorkomen. De lijn wordt aan het einde zeer strak omwikkeld met takelgaren of dun touw. De uiteinden van het takelgaren worden onder de wikkelingen getrokken. De betakeling is geen knoop maar een manier om een lijn te verzorgen. Afhankelijk van het materiaal en van het doel waarvoor de lijn gebruikt gaat worden kunnen ook andere methoden worden gebruikt zoals een eindsplits.
Tegenwoordig zijn veel lijnen gemaakt van kunststoffen (polypropyleen e.d. in plaats van vroeger sisal of hennep), die afgewerkt kunnen worden door de uiteinden te smelten. Betakelen lijkt dan niet nodig meer, maar blijft aan te raden voor lijnen die intensief gebruikt worden.

## Het leggen van een takeling

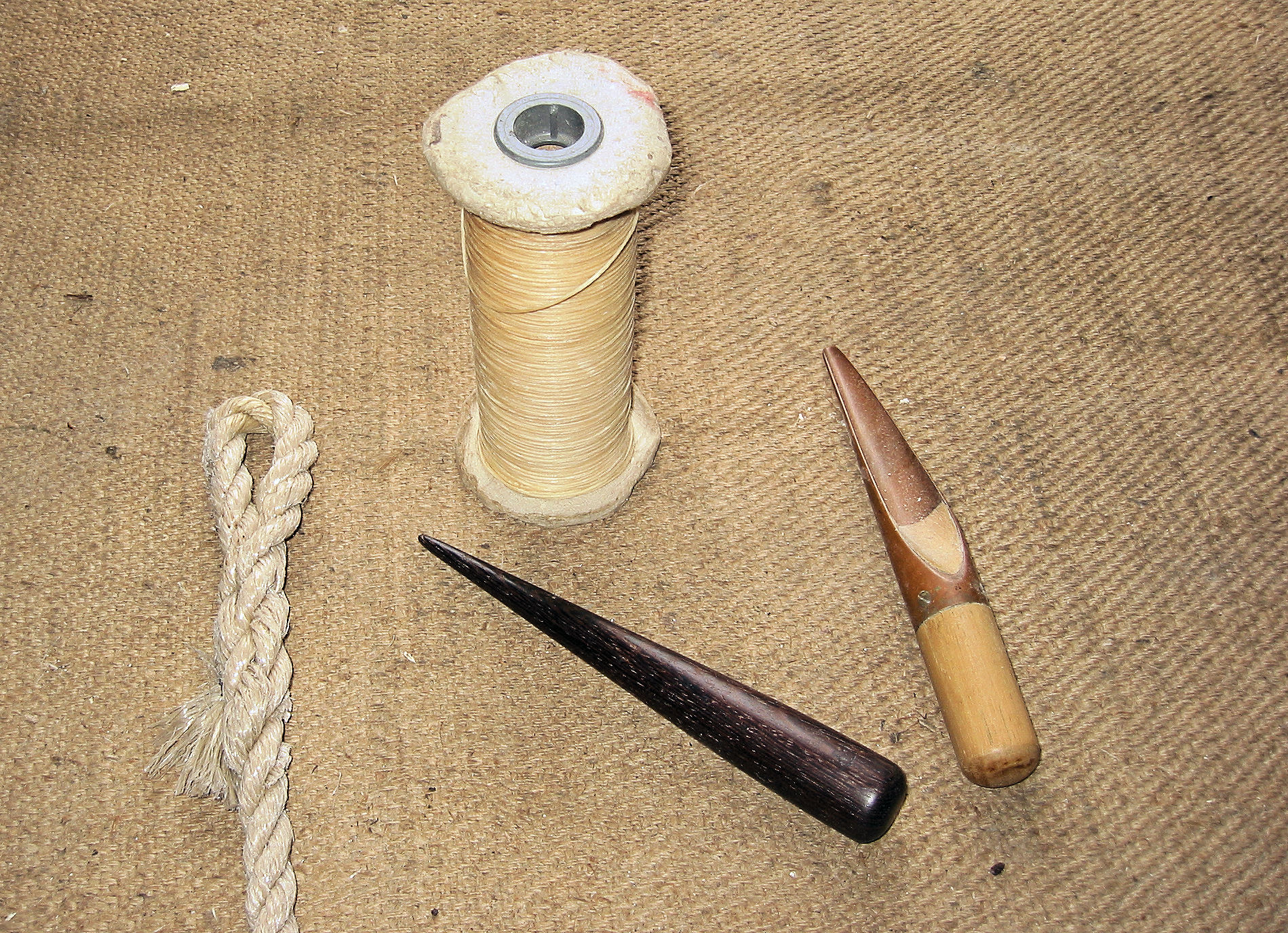
Takelgaren, fit, Nala priem en een oogsplits

| Touw zonder takeling         | Touw zonder takeling |
| Takeling aanbrengen - stap 1 | Leg met het takelgaren een grote langwerpige lus op het touw. Houd hem met de duim vast. |
| Takeling aanbrengen - stap 2 | Wikkel het takelgaren strak om het touw. De lengte van het te omwikkelen touw is ongeveer gelijk aan de dikte van het touw. |
| Takeling aanbrengen - stap 3 | Steek het losse eind van het takelgaren door de lus die in de eerste stap werd gemaakt (A). Trek het andere eind aan (B), zodat beide einden van het takelgaren onder de wikkelingen komen te liggen en zo vastgehouden worden. |
| Takeling - klaar             | Snijd beide einden van het takelgaren kort af. |